# Zona arqueológica de Chimalhuacán
Los Pochotes es una zona arqueológica mexicana ubicada en la cabecera municipal de Chimalhuacán, al este de la Zona Metropolitana del Valle de México, en el Estado de México. El nombre proviene de la palabra náhuatl chimalli, que significa escudo o rodela, hua (partícula posesiva) y can (lugar), significaría "Lugar de los que poseen escudos"; la palabra Atenco, también es náhuatl; A “agua”; tentli, “labio” y co, “lugar” y significa “a la orilla del agua. El nombre antiguo de este municipio por sus fundadores era “Chimalhuacantoyac”.
El glifo Chimalhuacán aparece en el Códice Quinatzin, simbolizando una rodela o escudo sobre un cerro teniendo como interpretación alterna el nombre Chimalltepetl= "Cerro de los escudos" ó "Sitio de los escudos"; con gran probabilidad refiriéndose al cerro "Chimalhuache", elevación montañosa que se ubica dentro del municipio y cerca de la cual se asienta el núcleo central del pueblo.
Se le considera una de las cunas del hombre mesoamericano debido al hallazgo en 1984, de "El hombre de Chimalhuacán", cuyos restos tienen una antigüedad aproximada de unos 12 000 años. También han encontrado un colmillo de mamut. Entre los más cercanos hallazgos esculturas, molcajetes

## Historia
Registros históricos establecen que este altépetl fue fundado es de Acolhuas, que hablaban Chichimeca y Náhuatl, eventualmente solo hablaron Nahuatl y se unieron a la confederación Acolhuas, convirtiéndose en estado tributarios de Texcoco, y parte de la Triple Alianza.
La zona también es llamada Los Pochotes, tiene una importante muestra de arquitectura palaciega del Posclásico Tardío (1200-1521 d. C.) en el valle de México, la cual es poco común. Aun cuando esta zona tuvo ocupación a partir del periodo preclásico, el palacio (tecpan, que se puede apreciar corresponde a un altépetl chichimeca de 1250 d. C. Chimalhuacán fue una ciudad importante, tributaria de Texcoco.
El señorío de Chimalhuacán apoyó al reino de Texcoco, con quien formó parte de la triple alianza participando en la defensa de Tenochtitlàn. El Rey poeta Nezahualcóyotl en su regreso a Texcoco para ser coronado como legítimo Rey hizo un alto en el señorío de Chimalhuacán decretando aquí una amnistía para todos los pueblos que siendo sus aliados, pelearon en su contra a favor de los Tepanecas.
Ya en la colonia Chimalhuacán fue organizada como república de indios de acuerdo a las leyes de las indias dictadas por la colonia española. Al consumarse la independencia de México y formularse la primera división política de nuestro estado, Chimalhuacán pasó a formar parte del distrito político, rentístico y judicial de Chalco. En 1825 como juzgado de paz, pasó a formar parte del distrito político, rentístico y judicial de Texcoco, erigiéndose como municipio en 1842.
El pueblo de Chimalhuacán participó en la lucha reformista y, según la tradición oral de nuestros antepasados, se asegura dio refugio al Benemérito de las Américas don Benito Pablo Juárez García en el año de 1858, quien pernoctó en la casa del señor Anselmo Neyra ubicada en el barrio de San Agustín Atlapulco.

## Épocas de ocupación
Chimalhuacán tuvo tres épocas principales de ocupación

### Preclásico tardío
Probablemente fundada originalmente y ocupada entre los años 400 a 100 a. C.

### Postclásico
Existen dos ocupaciones reportadas, durante Postclásico Temprano (800 a 1000) y Tardío (1100 a 1521).

## Eventos históricos relevantes
Eventos registrados en Chimalhuacán:

### Coronación de Nezahualcóyotl
Durante su coronación como Tlatoani de Texcoco, vinieron de Tenochtitlan, tropas de la Triple Alianza, acompañados por Nezahualcóyotl, a su llegada a Chimalhuacán decretaron una amnistía para todos los habitantes de Texcoco que pelearon a favor de los Tepanecas, como los de Huexotla; cuarto Tlatoani Mexica, Itzcóatl (1427-1440) ofreció amnistía a los que se rindieran, amenazando con mandar tropas contra su ciudad, Huexotla no aceptó y pelearon contra ellos, el sucesor de Itzcóatl, Moctezuma Ilhuicamina (1440-1469) tomó prisionero a su Tlatoani y sus tropas pidieron se rindieron. Eventualmente, Nezahualcóyotl se coronó Tlatoani de Texcoco.

### Primera visita de Moctezuma I
Moctezuma I o Moctezuma Ilhuicamina visitó Chimalhuacán dos veces. Probablemente debido a la cercanía de Tenochtitlan con el lago de Texcoco. En alguna ocasión fue tomado prisionero por los chalcas, quienes lo ofrecieron a Huejotzingo, pero fue rechazado. Entonces lo llevaron ante Maxtla (Tlatoani Tepaneca y último gobernante independiente de Azcapotzalco (1426-1428), pero tampoco se interesó. Cuateotl, liberó a Moctezuma y recomendó irse a Tenochtitlán por la ruta de Chimalhuacán.

### Segunda visita de Moctezuma I
Moctezuma Ilhuicamina acompaña a Nezahualcóyotl, después de la batalla contra los tepanecas.

## Estructuras

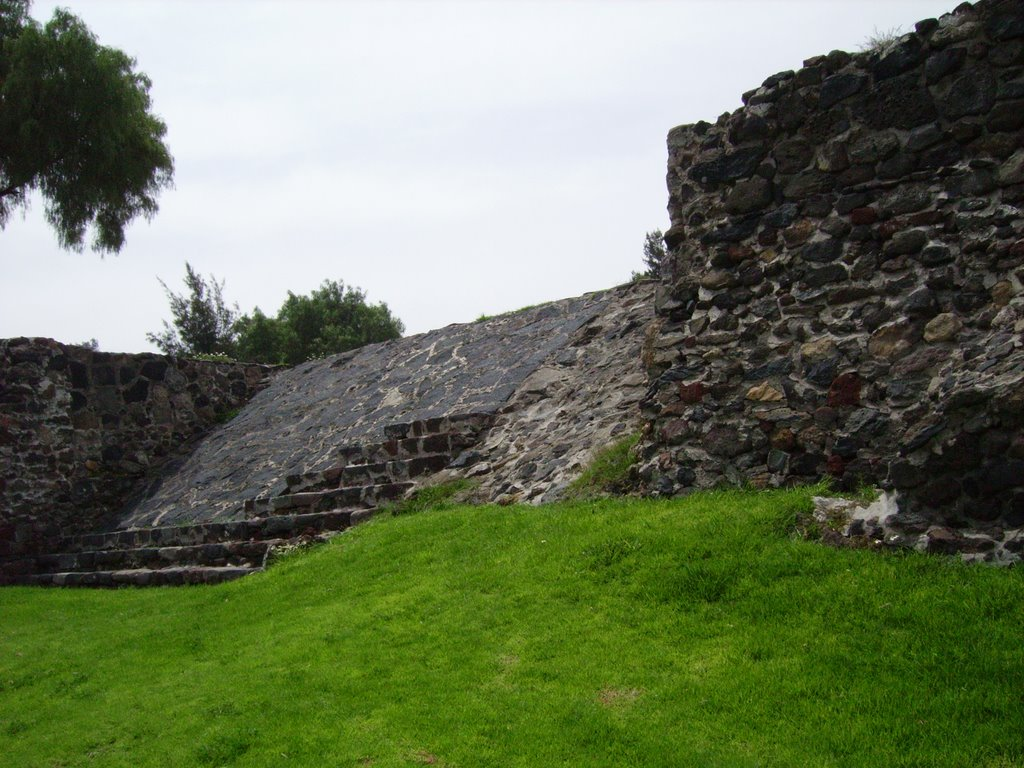
Escalera de la parte baja de la pirámide en la zona arqueológica "Los Pochotes"

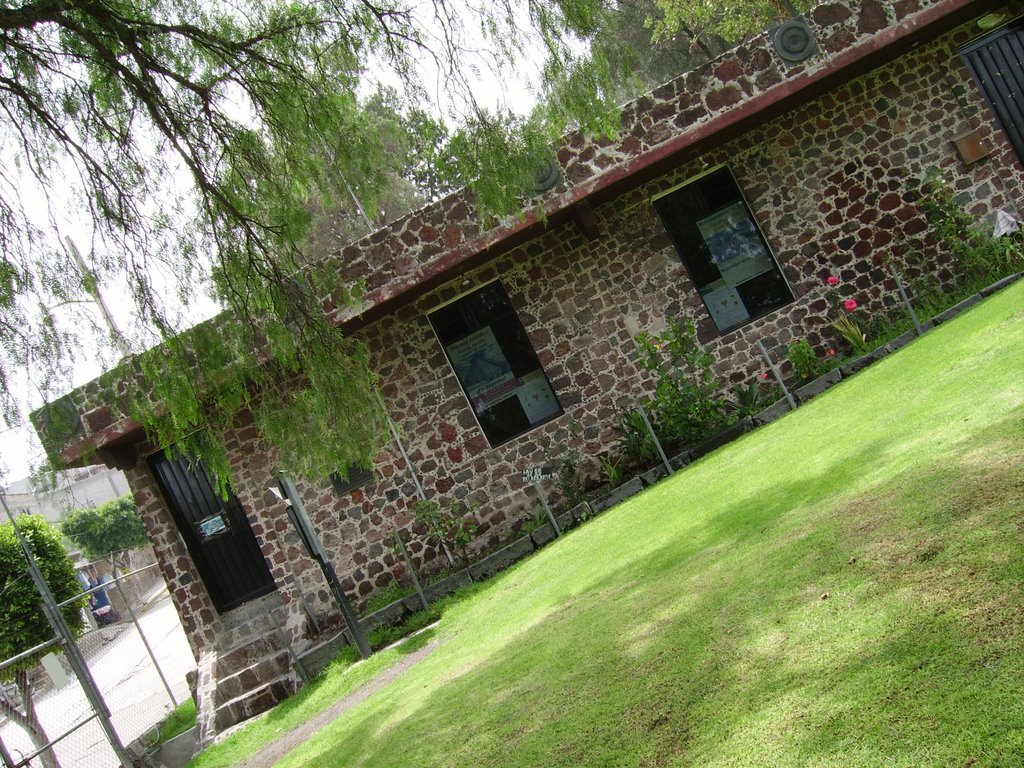
Museo

La zona tiene una extensión de una hectárea. Solo quedan unas pocas estructuras, un área habitacional (fase Azteca III) y uno de los palacios de gobierno. Los españoles, destruyeron los edificios y la ciudad, construyeron sus capillas.

### Restos de estructuras
- Pony con cuatro plataformas.[4][5]

- Cancha de juego de pelota.[4][5]
- Serpiente de piedra[4][5]

## Restos del Pleistoceno
De acuerdo con vestigios arqueológicos, Chimalhuacán formaban parte de la zona lacustre, el Mamut y el Bisonte vivieron en las orillas del Lago de Texcoco.
Según el investigador del Instituto Mexiquense, Maximino Quintero, en Chimalhuacán se han encontrado restos de mamut y otros animales del Pleistoceno (periodo que aproximadamente finalizó en el año 12,000 AP), utensilios Líticos hechos por el hombre, un esqueleto pre-cerámico que es el más completo y conservado de los 38 recuperados hasta 1984; según el investigador, podría ser el más antiguo de México.

## Museo de sitio
En la zona hay un museo de sitio que exhibe restos de fauna del pleistoceno, otros elementos.Durante el recorrido se describe el lugar y a sus antiguos pobladores. El museo fue inaugurado en el año 2000.
El Museo de sitio de Chimalhuacán está ubicado a espaldas de la presidencia municipal donde se encuentra la zona arqueológica sobre la calle de Pochotes s/n, Barrio de San Andrés, C.P. 53360, Chimalhuacán, Edo de México. El término "Pochotes" hace referencia a los arbustos de color amarillo que crecen en el lugar.  Para llegar al Museo partiendo de la Cd. de México, iniciar por la calzada Ignacio Zaragoza, tomar la carretera federal México-Texcoco, hasta llegar a la desviación a Chimalhuacán. ahora se llama museo de sitio tecpan.
Chimalhuacán, sin duda tierra de honor y tradición